# Línea 66 (EMT Madrid)
La línea 66 de la EMT de Madrid une la Glorieta de Cuatro Caminos con Fuencarral.

## Características
Esta línea comunica la Glorieta de Cuatro Caminos tanto con el barrio de Tres Olivos como el casco histórico de Fuencarral, ambos pertenecientes al barrio de Valverde (Fuencarral-El Pardo). Además, presta servicio al barrio de Castilla (Chamartín), especialmente en sentido Cuatro Caminos. De las líneas que prestan servicio a Fuencarral, ésta es la que más se acerca al centro de Madrid.
Esta línea comparte buena parte de su recorrido con la línea 124, concretamente en dos tramos separados, entre la Glorieta de Cuatro Caminos y la Plaza de Castilla y en su recorrido por la Avenida del Llano Castellano. En el tramo que discurre entre ambos, la línea 66 circula por el barrio de Castilla (Chamartín), mientras que la línea 124 lo hace por la Ciudad Sanitaria La Paz y el barrio de la Virgen de Begoña (Fuencarral-El Pardo). A su paso por la Avenida del Llano Castellano, ambas líneas vuelven a recorrer juntas esta calle, hasta la glorieta que une las calles de Nuestra Señora de Valverde con Cardenal Herrera Oria, momento en el que vuelven a ser independientes.
Los domingos y festivos, esta línea se refuerza también entre la Plaza de Castilla y las Afueras a Valverde con la línea SE704, ya que su recorrido es idéntico en este tramo.
Antiguamente, tenía su cabecera céntrica en la Plaza de Castilla.
Su origen se encuentra en la línea de tranvía número 8 Cuatro Caminos - Fuencarral, que más tarde pasó a ser la línea 78 de tranvía.

### Frecuencias
| Lunes a viernes laborables |               |
| De 6:00 a 7:00             | 11-17 minutos |
| De 7:00 a 21:00            | 9-13 minutos  |
| De 21:00 a 23:00           | 13-25 minutos |
| Sábados laborables         |               |
| De 6:00 a 9:00             | 18-24 minutos |
| De 9:00 a 21:00            | 13-19 minutos |
| De 21:00 a 23:00           | 16-25 minutos |
| Domingos y festivos        |               |
| De 7:00 a 11:00            | 17-28 minutos |
| De 11:00 a 21:00           | 15-19 minutos |
| De 21:00 a 23:00           | 18-25 minutos |

## Recorrido y paradas

### Sentido Fuencarral
La línea inicia su recorrido en la Glorieta de Cuatro Caminos, desde la cual sale por la calle Bravo Murillo hacia el norte, circulando por la misma hasta el final, donde se encuentra la Plaza de Castilla.
En esta plaza sale por el Paseo de la Castellana hacia el norte, circulando por la calzada lateral de la misma hasta el final de la vía, donde gira a la derecha para circular por la calle Viejas hasta desembocar en la calle Mauricio Legendre, que toma girando a la izquierda.
La línea llega al final de esta calle y cruza sobre la M-30 en un puente, al otro lado del cual empieza la Avenida del Llano Castellano, por la que se adentra en el casco histórico de Fuencarral. Recorre esta avenida entera y sigue de frente al final por la calle Nuestra Señora de Valverde, que recorre hasta llegar a la Glorieta de la Fuente de la Carra, donde toma la calle Afueras a Valverde.
Por esta calle circula hasta llegar a la intersección con la calle Aldonza Lorenzo, girando a la derecha para circular por ella hasta la Plaza de los Tres Olivos, donde toma la Avenida del Campo de Calatrava hacia el oeste, al final de la cual retoma la calle Afueras a Valverde hasta la intersección con la calle San Cugat del Vallés. Gira a la derecha y recorre brevemente esta calle para girar a la izquierda por la calle Anastasia López, que recorre hasta la intersección con la calle Braille, donde gira a la derecha.
La línea circula hasta el final de la calle Braille y gira a la derecha por la calle Caldas de Estrach, y al final de la misma de nuevo a la derecha para circular por la calle San Cugat del Vallés, donde tiene su cabecera.
| Código | Parada                                     | Común con                                        | Conexiones con Metro | Otros |
| ------ | ------------------------------------------ | ------------------------------------------------ | -------------------- | ----- |
| 3219   | CUATRO CAMINOS                             |                                                  | Cuatro Caminos       |       |
| 1568   | Alvarado                                   | 3 64 124 128                                     | Alvarado             |       |
| 1569   | Teruel                                     | 3 64 124 128                                     |                      |       |
| 1571   | Estrecho                                   | 64 124 126 128                                   | Estrecho             |       |
| 2647   | Bravo Murillo-Lope de Haro                 | 124 126                                          |                      |       |
| 4083   | Bravo Murillo-María Zayas                  | 124                                              |                      |       |
| 4085   | Metro Tetuán                               | 124                                              | Tetuán               |       |
| 2651   | Plaza de la Remonta                        | 124                                              | Valdeacederas        |       |
| 1533   | Junta Municipal Tetuán                     | 49 124                                           |                      |       |
| 1531   | Plaza Castilla                             | 49 124 149                                       | Plaza de Castilla    |       |
| 1486   | Plaza Castilla (Pº Castellana, 218)        | 124 147 179 SE704                                | Plaza de Castilla    |       |
| 1487   | Castellana-José Vasconcelos                | 67 124 134 135 147 173 174 175 176 178 179 SE704 |                      |       |
| 1488   | Castellana-Marqués Torrelaguna             | 173 174 175 176 178 SE704                        |                      |       |
| 2653   | Cuatro Torres                              | 173 174 175 176 178 SE704                        |                      |       |
| 2654   | Castellana-Manuel Caldeiro                 | SE704 154                                        |                      |       |
| 2655   | Castellana-Hospital La Paz                 | SE704 154                                        |                      |       |
| 2656   | Viejas-Cocheras EMT                        | SE704                                            |                      |       |
| 2662   | Llano Castellano-Francisco Sancha          | 124 137 SE704 154                                |                      |       |
| 2664   | Llano Castellano-Manuel Tovar              | 124 137 SE704                                    |                      |       |
| 2666   | Llano Castellano-Valdegovia                | 124 137 SE704 154                                |                      |       |
| 2668   | Llano Castellano-Herrera Oria              | 124 137 SE704                                    |                      |       |
| 2670   | Nuestra Señora de Valverde-Islas Jarvi     | 137 SE704                                        |                      |       |
| 2672   | Nuestra Señora de Valverde-Sumatra         | 137 SE704 154                                    |                      |       |
| 2674   | Nuestra Señora de Valverde-Manuel Villarta | 137 SE704                                        |                      |       |
| 2676   | Fuente de la Carra                         | 137 SE704                                        |                      |       |
| 2678   | Afueras a Valverde                         | 137 SE704                                        |                      |       |
| 2680   | Aldonza Lorenzo                            | 137                                              |                      |       |
| 2682   | Plaza Tres Olivos                          | 137                                              |                      |       |
| 2684   | Campo de Calatrava                         | 137                                              | Tres Olivos          |       |
| 2686   | Anastasia López-Braille                    | 137                                              |                      |       |
| 2688   | Braille-Molins de Rey                      | 137                                              | Fuencarral           |       |
| 2690   | Braille-Caldas de Estrach                  | 137                                              |                      |       |
| 5105   | FUENCARRAL (C/ San Cugat del Vallés)       |                                                  |                      |       |

### Sentido Cuatro Caminos
El recorrido de vuelta es igual al de ida pero en sentido contrario excepto en el tramo que atraviesa el barrio de Castilla (Chamartín), circulando por la calle Mauricio Legendre en su totalidad, siguiendo de frente por la calle Enrique Larreta y al final de la misma se incorpora a la calle Mateo Inurria hasta salir a la Plaza de Castilla.
| Código | Parada                                     | Común con         | Conexiones con Metro | Otros |
| ------ | ------------------------------------------ | ----------------- | -------------------- | ----- |
| 5105   | FUENCARRAL (C/ San Cugat del Vallés)       |                   |                      |       |
| 2689   | Braille-Molins de Rey                      | 137               | Fuencarral           |       |
| 2687   | Anastasia López-Braille                    | 137               |                      |       |
| 2685   | Campo de Calatrava                         | 137               | Tres Olivos          |       |
| 2684   | Plaza Tres Olivos                          | 137               |                      |       |
| 2681   | Aldonza Lorenzo                            | 137               |                      |       |
| 2679   | Afueras a Valverde                         | 137 SE704         |                      |       |
| 2677   | Fuente de la Carra                         | 137 SE704         |                      |       |
| 2675   | Nuestra Señora de Valverde-Manuel Villarta | 137 SE704         |                      |       |
| 2673   | Nuestra Señora de Valverde-Sumatra         | 137 SE704 154     |                      |       |
| 2671   | Nuestra Señora de Valverde-Islas Jarvi     | 137 SE704         |                      |       |
| 2669   | Llano Castellano-Herrera Oria              | 124 137 SE704     |                      |       |
| 2667   | Llano Castellano-Valdegovia                | 124 137 SE704 154 |                      |       |
| 2663   | Llano Castellano-Francisco Sancha          | 124 137 SE704 154 |                      |       |
| 2657   | Mauricio Legendre-Cocheras EMT             | SE704 154         |                      |       |
| 2658   | Mauricio Legendre-Manuel Caldeiro          | SE704 154         |                      |       |
| 2659   | Mauricio Legendre-Estación de Chamartín    | SE704 154         |                      |       |
| 2660   | Mauricio Legendre-José Vasconcelos         | SE704             |                      |       |
| 2661   | Mauricio Legendre-Agustín de Foxá          | SE704             |                      |       |
| 4194   | Enrique Larreta                            | 5                 |                      |       |
| 31     | Plaza Castilla                             | 5 70 107 129 174  | Plaza de Castilla    |       |
| 1530   | Bravo Murillo-Plaza Castilla               | 49 124            | Plaza de Castilla    |       |
| 1532   | Junta Municipal Tetuán                     | 49 124            |                      |       |
| 4147   | Plaza de la Remonta                        | 124               | Valdeacederas        |       |
| 5365   | Metro Tetuán                               | 124               | Tetuán               |       |
| 569    | Bravo Murillo-María Zayas                  | 124               |                      |       |
| 1858   | Bravo Murillo-Lope de Haro                 | 3 124             |                      |       |
| 1859   | Estrecho                                   | 3 124             | Estrecho             |       |
| 1570   | Teruel                                     | 3 64 124 128      |                      |       |
| 1600   | Alvarado                                   | 3 64 124 128      | Alvarado             |       |
| 3219   | CUATRO CAMINOS                             |                   | Cuatro Caminos       |       |

## Galería de imágenes

Mapa de la estación de Tres Olivos con los accesos al Metro y los recorridos de los autobuses de la EMT que pasan por ella, entre los que se encuentra la línea 66.